# Ноздрунов, Михаил Кузьмич
Михаил Кузьмич Ноздрунов (1898—1945) — советский военачальник, участник Первой мировой, Гражданской и Великой Отечественной войн. Генерал-майор. 

## Биография

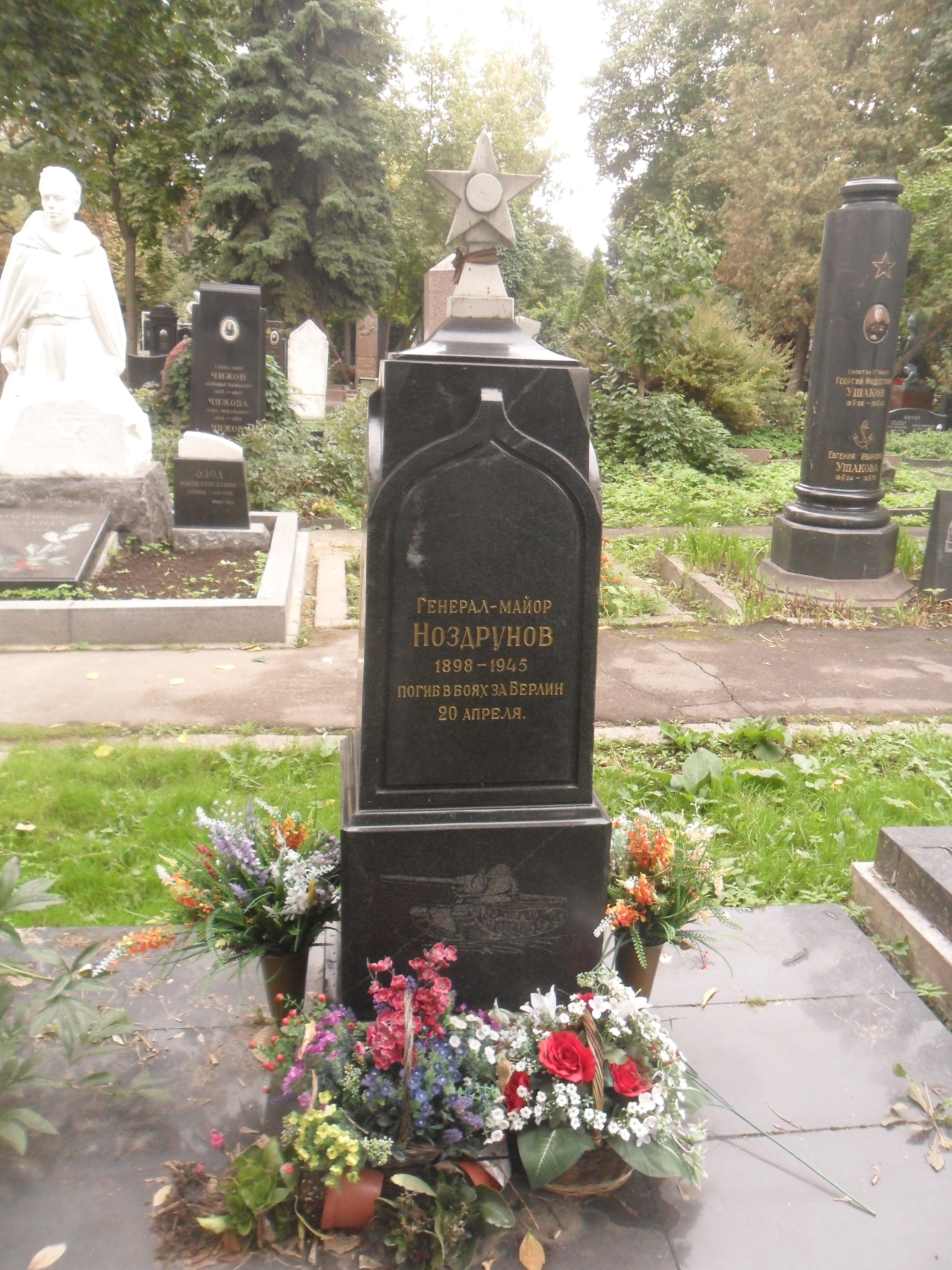
Могила Ноздрунова на Новодевичьем кладбище Москвы.

Михаил Ноздрунов родился 20 сентября 1898 года в г. Рокишкис, Новоалександровского уезда Литовской ССР. Служил в Русской императорской армии, участвовал в боях Первой мировой войны, в 1917 году был отравлен газами на фронте. 
В апреле 1919 года Ноздрунов пошёл на службу в Рабоче-крестьянскую Красную Армию. Участвовал в боях Гражданской войны.
С 1935 года служил в 4-м отделе Генерального штаба РККА, был начальником отделения. Комбриг (26.11.1935).
В 1938 году Ноздрунов окончил Военную академию имени М. В. Фрунзе. С 1938 года он возглавлял 4-й отдел Генштаба. С июня 1940 года — начальник кафедры организации и мобилизации Академии Генерального штаба РККА. 4 июня 1940 года Ноздрунову было присвоено воинское звание генерал-майора. 
В марте 1941 года Ноздрунов был назначен начальником штаба 15-го механизированного корпуса. В этой должности он встретил начало Великой Отечественной войны. В июле-августе 1941 года Ноздрунов руководил штабом Бердичевской группы войск, затем командовал 16-м механизированным корпусом (по другим данным был его начальником штаба а июле-августе 1941 года). Участник Киевской оборонительной операции, попал в окружение в «Уманском котле», но оказался одним из немногих, кто сумел пробиться оттуда.
После выхода из окружения генерал Ноздрунов был переведён в Москву начальником кафедры тактики высших соединений Военной академии бронетанковых и механизированных войск, также служил в этой академии заместителем начальника. Вёл активную научно-исследовательскую работу, являлся автором ряда учебных пособий по оперативно-тактической подготовке.
В январе 1945 года Ноздрунов был направлен на стажировку во 2-ю гвардейскую танковую армию на 1-й Белорусский фронт. Во время Берлинской операции получил тяжёлые ранения и скончался 19 апреля 1945 года. Похоронен на Новодевичьем кладбище Москвы.

## Награды
- Орден Ленина (21.02.1945)
- Два Красного Знамени (22.08.1944, 3.11.1944)
- Орден Отечественной войны 1-й степени (18.05.1945, посмертно)[4]
- Орден Красной Звезды (22.02.1938)
- Юбилейная медаль «XX лет Рабоче-Крестьянской Красной Армии» (22.02.1938)